# Lego RoboRiders
Lego RoboRiders er en produktlinje produceret af den danske legetøjskoncern LEGO, der blev introduceret i 2000, og udfaset allerede året efter. Det er den sidste serie af action-legetøj i Lego Technic-temaet inden Bionicle blev introduceret i 2001. Serien tog over for serien Throwbot / Slizer, og der blev produceret 17 sæt.
Der blev udgivet to unikke hjul til hvert sæt i forskellige farver. I promoveringen blev der kommunikeret, at de havde særlige krafter, men der var ingen information om, hvad de kunne, blot deres navne; Axer, Blazooka, Chain-Saw, Driller, Dynamite, Flame, Fuel, Grab, Laser, Ninja, Rope, Scout, Skeleton, Stunner, Toxic og Twin-Saw.